# Glinica (Wzgórza Strzelińskie)
Glinica – wzgórze (212,4 m n.p.m.) w południowo-zachodniej Polsce, we Wzgórzach Strzelińskich, na Przedgórzu Sudeckim.